# St. Michael (Prem)

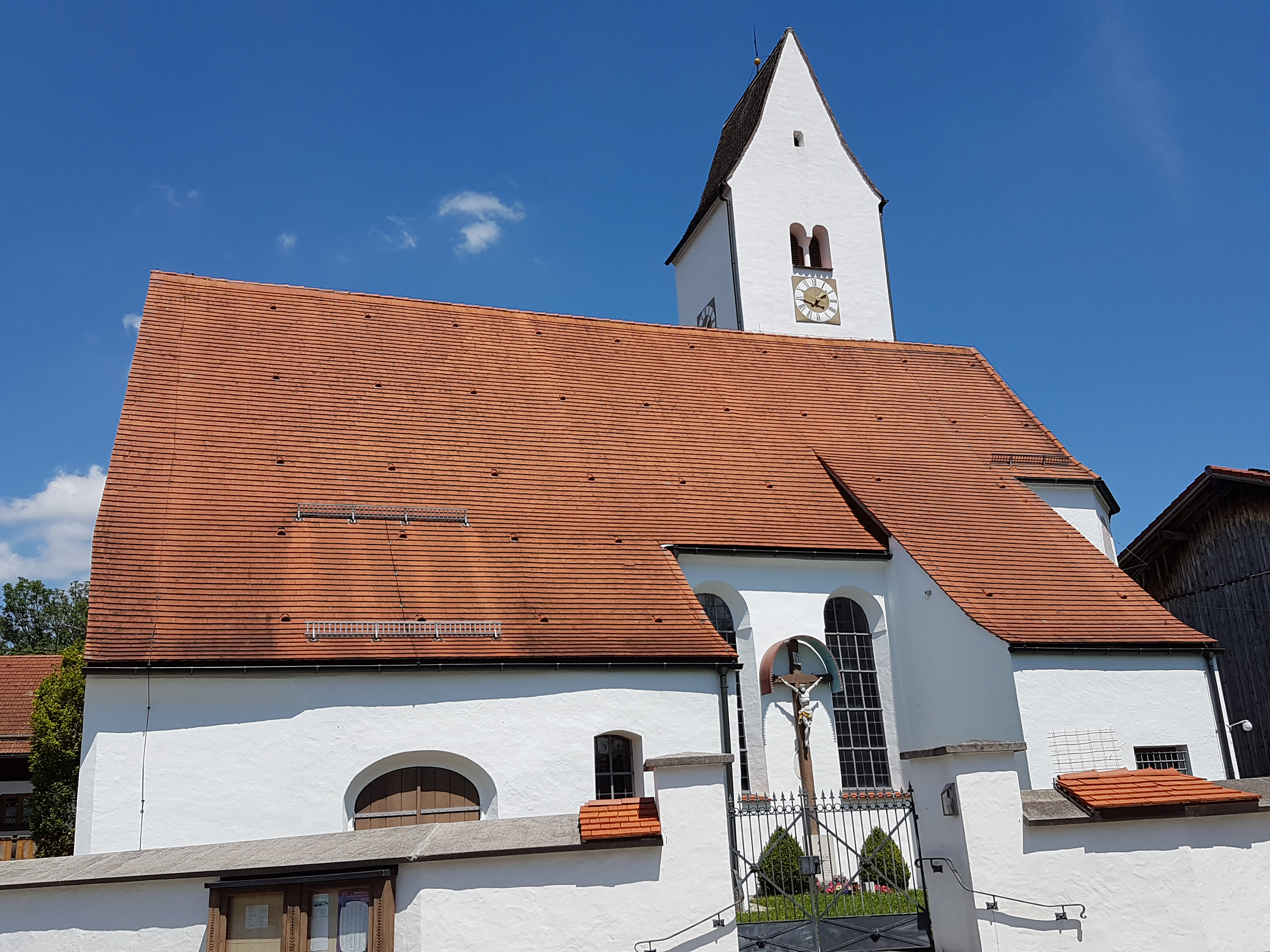
Pfarrkirche St. Michael (Prem)

Die katholische Pfarrkirche St. Michael in Prem am Lech, im oberbayerischen Anteil des Ostallgäus, im Landkreis Weilheim-Schongau gelegen, ist ein wohl im 14. Jahrhundert errichteter gotischer Bau mit romanischem Turm.

## Geschichte

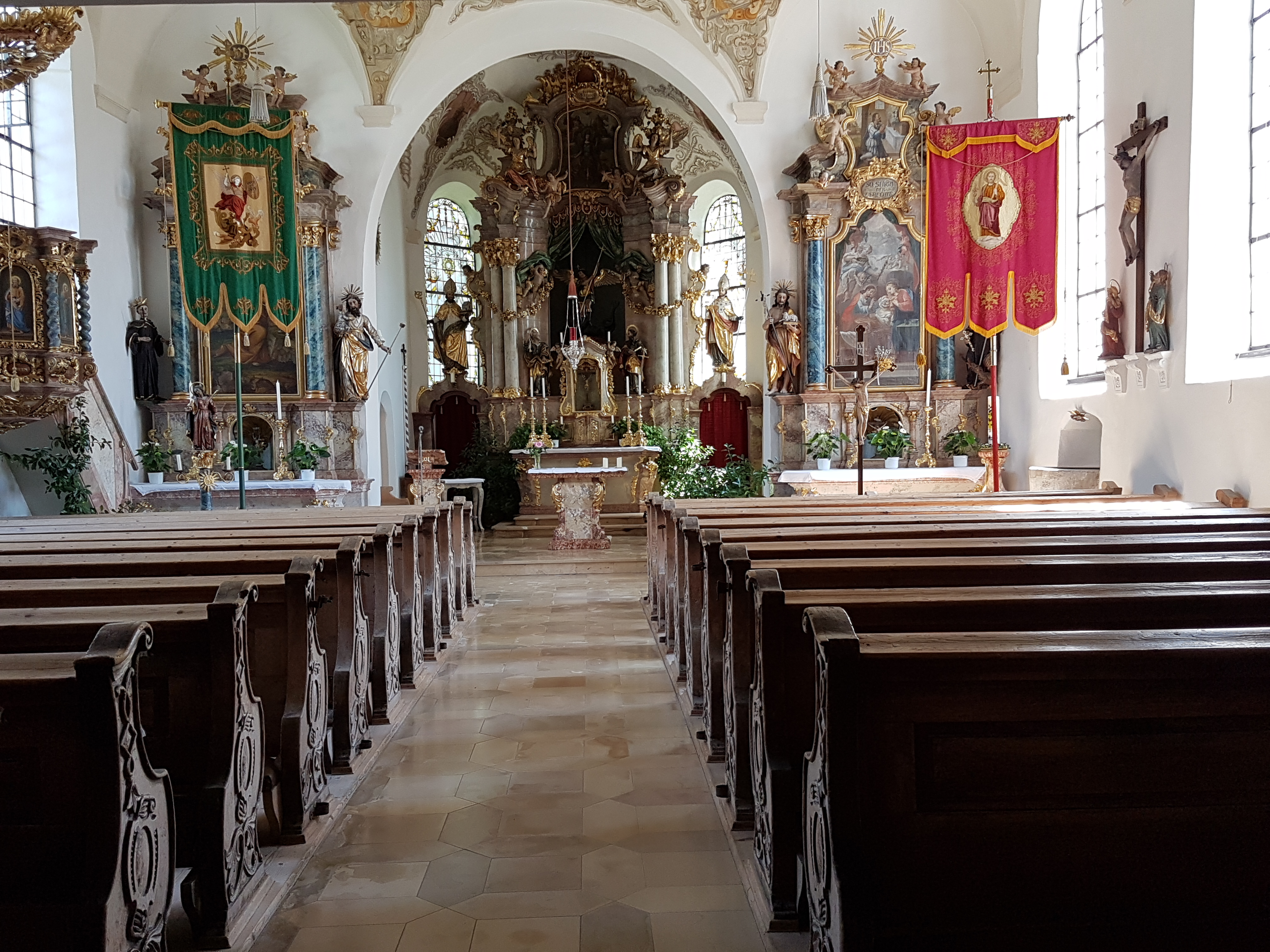
Innenraum mit Blick zum Chor

Der romanische Vorgängerbau stammte aus dem 12. Jahrhundert, von 1197 bis 1803 wurde die Kirche vom Kloster Steingaden aus vikarisiert. Beim gotischen Neubau wurde der romanische Kirchturm übernommen.
Von 1754 bis 1757 erhielt die Pfarrkirche eine grundlegende Umgestaltung, dabei wurden die Chorgewölberippen abgeschlagen. Renovierungen mit Neufassungen der Deckenfresken fanden 1819 und 1898 statt. Bei der Renovierung von 1973 wurde das Langhaus erweitert und die Westwand begradigt.

## Architektur und Ausstattung

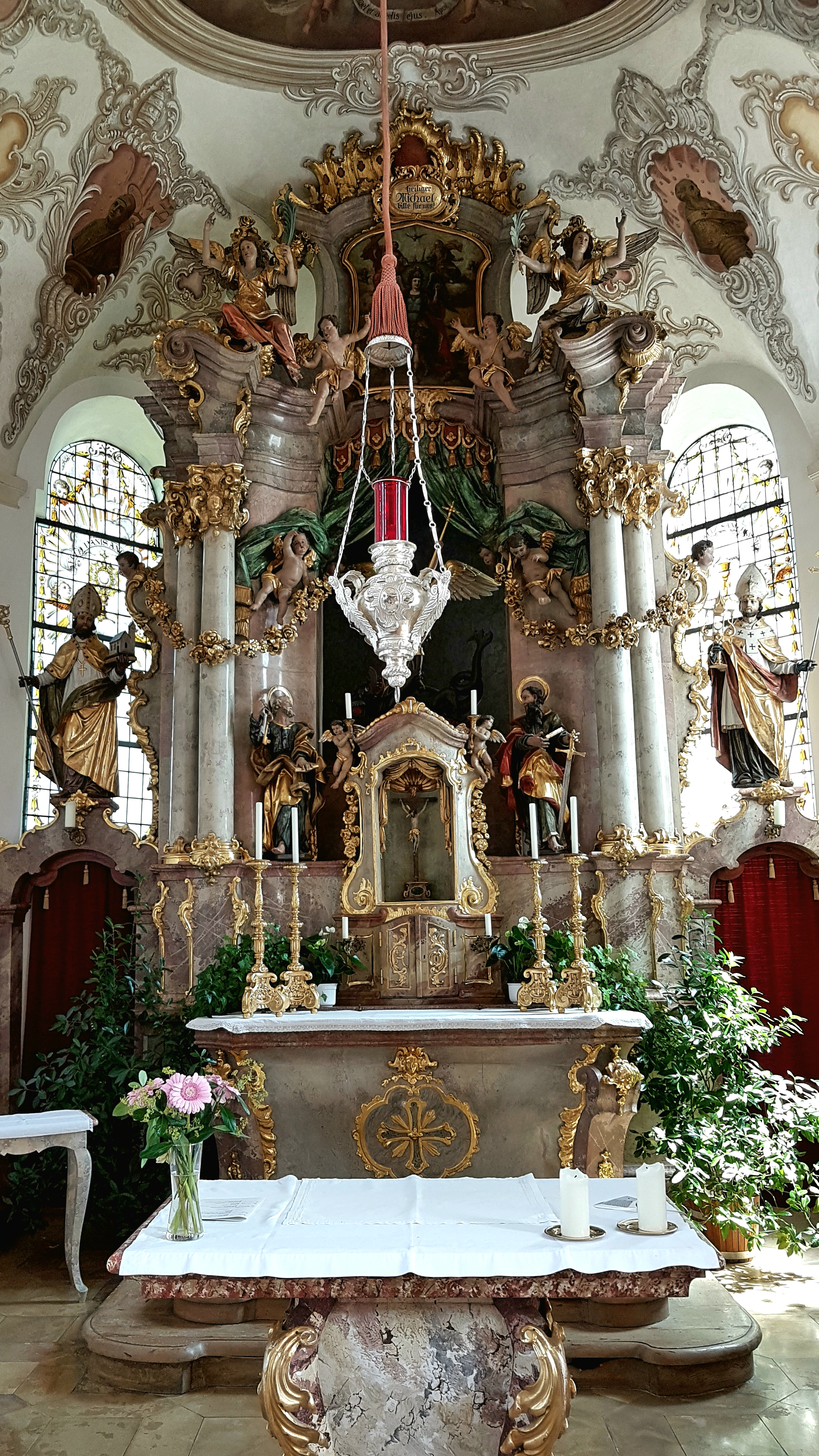
Hochaltar

St. Michael besteht aus einem 3-jochigen Langhaus mit einem langgezogenen Emporenjoch, das im Innern ein Flachgewölbe mit Stichkappen und abgerundete Ecken aufweist, und einem 2-jochigen Chor mit einer Stichkappentonne. Der romanische Satteldachturm an der Nordseite ist ungegliedert. Auf der Südseite sind ein großes Vorzeichen und die Sakristei angebaut.

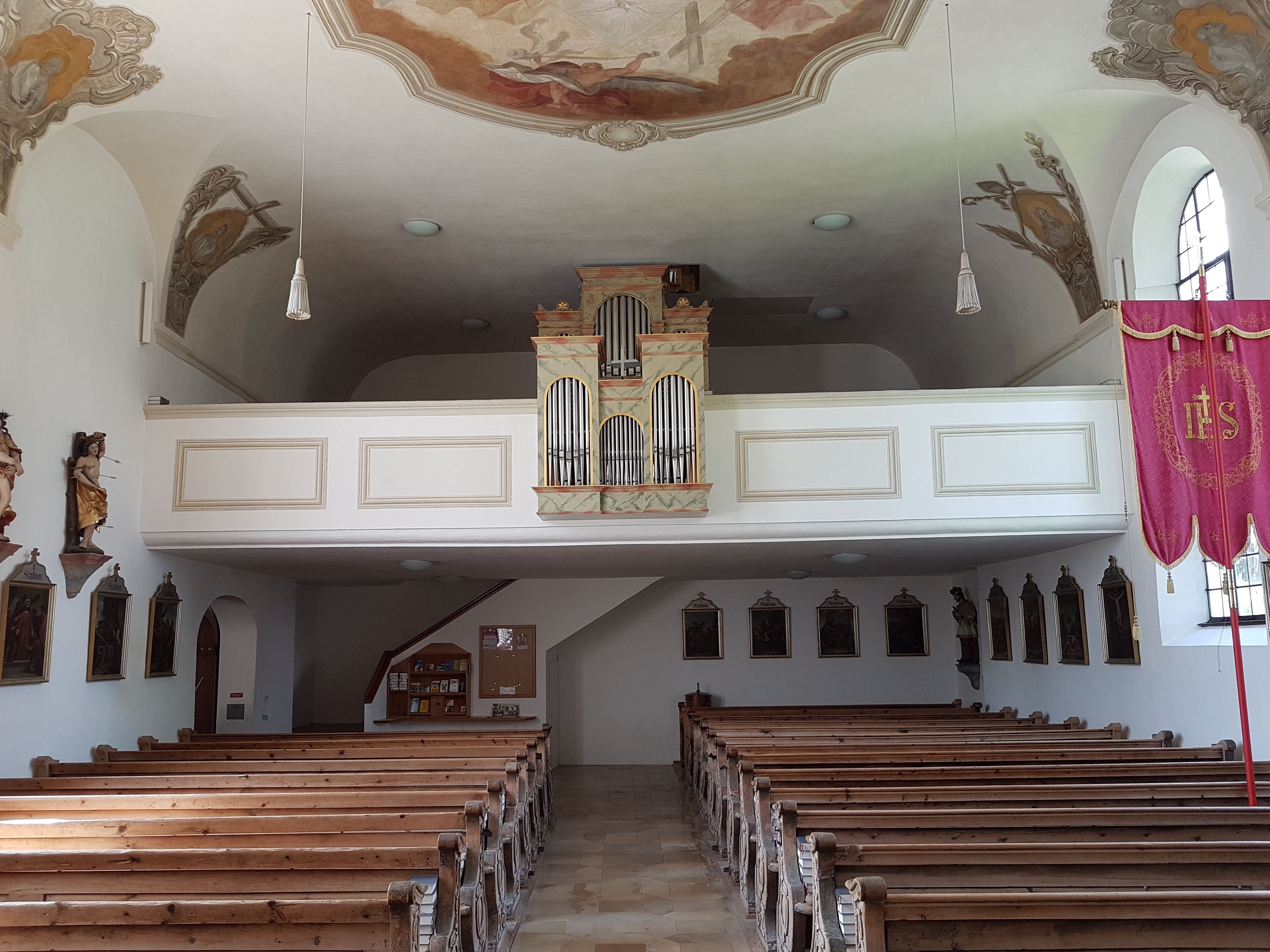
Innenraum mit Blick zur Empore

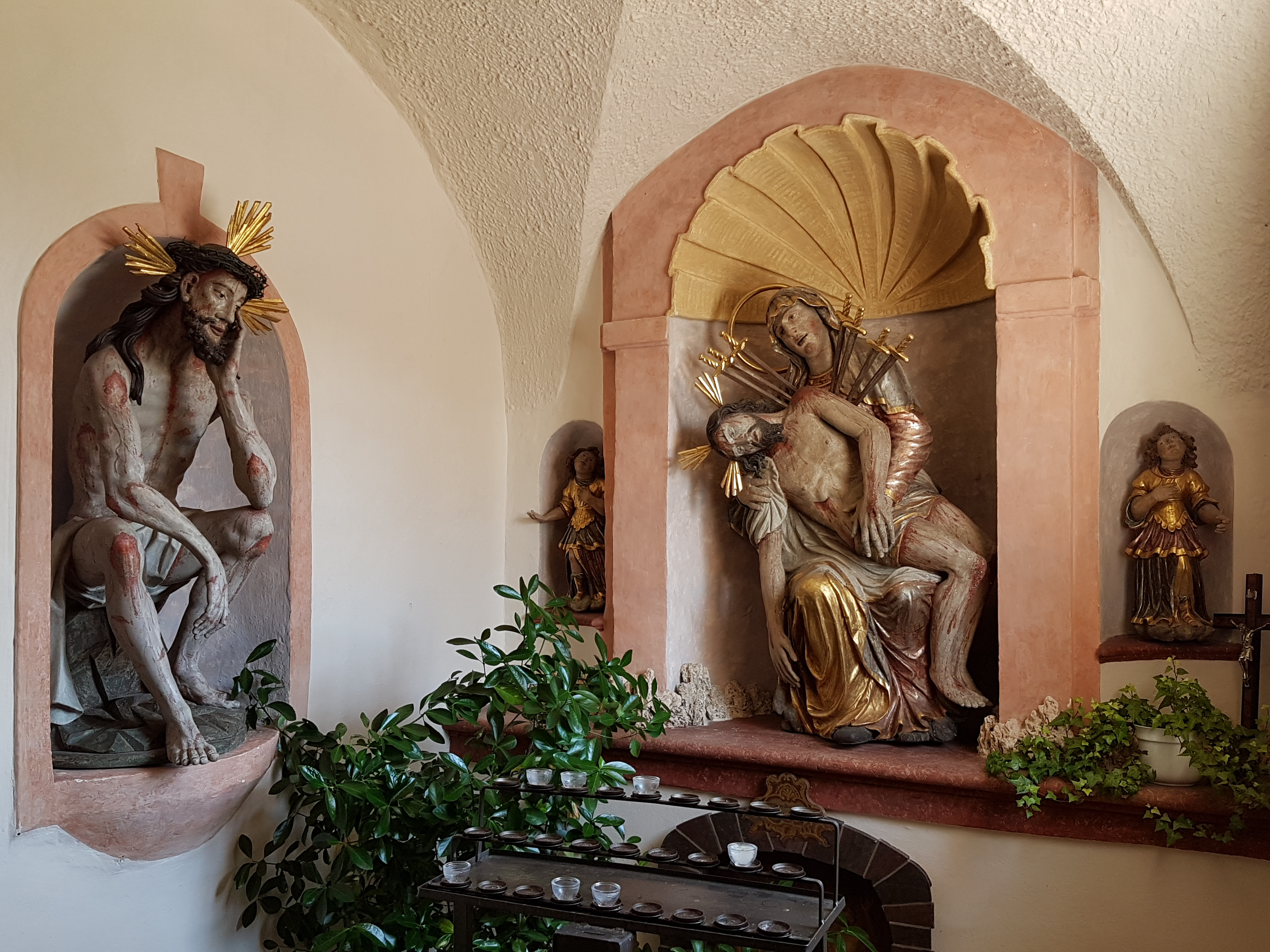
Pietà u. Jesus in der Rast im Vorzeichen

### Ausstattung
Im von Joseph Fischer 1757 gefertigten Stuckmarmor-Hochaltar befinden sich die von Thomas Seitz stammenden Skulpturen der Heiligen Michael, Petrus und Paulus. Über den seitlichen Portalen stehen die Heiligenfiguren Wolfgang und Norbert und im Auszug Erzengel Michael als Seelenwäger.
Die zeitgleichen Seitenaltäre besitzen Gemälde, links Maria Magdalena als sündige Beterin (1852) von J. Schmalz und rechts den Tod Josephs (1739) von Johann B. Ramis. Als figürliche Ausstattung weisen die Altäre links die Heiligen Leonhard, Joseph (seitlich) und Notburga (Auszug) sowie rechts Johannes d. Täufer und Magnus auf.
Die an der Nordwand befindliche hochbarocke Kanzel (2. Hälfte 17. Jh.) erfuhr in den Jahren 1755–56 eine Überarbeitung im Rokokostil. Die Deckenfresken Marienkrönung mit Aposteln im Langhaus und Erzengel Michael als Heerführer der Engel sowie die Kirchenväter im Chor stammen ebenfalls von Johann B. Ramis und wurden 1756 angefertigt. An der Südwand steht ein von Johann Luidl um 1720/30 angefertigter Geißelheiland neben einer Sebastiansfigur. Unter der Empore hängen Kreuzwegbilder und dazwischen ein Johann Nepomuk (jeweils 19. Jahrhundert?).
In zwei Nischen im Vorzeichen stehen die ausdrucksstarken Darstellungen des Jesus in der Rast und einer Pietà, die von außergewöhnlicher Qualität sind und aus dem 17. Jahrhundert stammen.